# セバスチャン・ラルー
セバスチャン・ラルー（Sébastien Lareau, 1973年4月27日 - ）は、カナダ・ケベック州モントリオール出身の男子プロテニス選手。2000年シドニー五輪男子ダブルスで、ダニエル・ネスターとペアを組んで金メダルを獲得した。4大大会でも1999年全米オープンで、アメリカのアレックス・オブライエンとペアを組んで優勝している。ATPツアーでシングルス優勝はないが、ダブルスで通算17勝を挙げた。自己最高ランキングはシングルス76位、ダブルス4位。身長182cm、体重79kg、右利き。

## 来歴
ラルーはジュニア時代、同じカナダのセバスチャン・ルブランとペアを組んで1990年全仏オープンと1990年ウィンブルドン選手権ジュニア男子ダブルスに2連勝を達成し、カナダに史上初の4大大会タイトルをもたらした。1991年にプロ入りし、その年から男子テニス国別対抗戦デビスカップカナダ代表選手となる。1996年と1997年の2年連続で、ラルーはアメリカのアレックス・オブライエンとペアを組んで全豪オープン男子ダブルス決勝に進出したが、1996年はステファン・エドベリ/ペトル・コルダ組、1997年はウッディーズに敗れ、2年連続準優勝に終わる。1996年アトランタ五輪で、ラルーは初めてオリンピックのカナダ選手団入りしたが、男子シングルス1回戦でスペインのアルベルト・コスタに敗れた。1998年4月にジャパン・オープン・テニス選手権で来日し、ダニエル・ネスターとのペアで優勝を飾る。1999年全米オープン男子ダブルスで、ラルーとオブライエンはマヘシュ・ブパシ/リーンダー・パエス組を7-6, 6-4で破り、4大大会初優勝を飾った。
2000年シドニー五輪男子ダブルスで、ルーはカナダ代表としてダニエル・ネスターと組み、決勝でオーストラリアのウッディーズの組を5-7, 6-3, 6-4, 7-6で破って金メダルを獲得した。ラルーは2001年までデビスカップカナダ代表選手を務め、デビスカップ通算「28勝19敗」の成績を残したが、2002年9月のトーナメントを最後に29歳で現役を引退した。